# As Penyas de Riglos
As Penyas de Riglos (en castellà: Las Peñas de Riglos) és un municipi aragonès situat a la província d'Osca i enquadrat a la comarca de la Foia d'Osca.